# San Cristóbal (khu tự quản)
San Cristóbal là một khu tự quản thuộc bang Táchira, Venezuela. Thủ phủ của khu tự quản San Cristóbal đóng tại San Cristóbal. Khự tự quản San Cristóbal có diện tích 248 km2, dân số theo điều tra dân số ngày 21 tháng 10 năm 2001 là 250307 người.